# Dollis Hill (stacja metra)
Dollis Hill – naziemna stacja metra w Londynie, położona w dzielnicy Brent. Została otwarta w 1909 jako część Metropolitan Line. W 1939 została przeniesiona do Bakerloo Line, a w 1979 do Jubilee Line. Rocznie korzysta z niej ok. 3,8 mln pasażerów. Należy do trzeciej strefy biletowej.